# Caput
Caput (cá) é um termo em latim que significa "cabeça". É utilizado em textos legislativos para se referir à parte principal de um artigo. Também tem os significados mais genéricos de "capítulo", "parágrafo" e "resumo".

## Exemplo
Tomando, como exemplo, o Artigo 1° da Constituição brasileira de 1988:

ART.1 A República Federativa do Brasil, formada pela união indissolúvel dos Estados, dos Municípios e do Distrito Federal, constitui-se em Estado Democrático de Direito e tem como fundamentos:
I- a soberania;
II- a cidadania;
III- a dignidade da pessoa humana;
IV- os valores sociais do trabalho e da livre iniciativa;
V- o pluralismo político; 
Parágrafo único: Todo o poder emana do povo, que o exerce por meio de representantes eleitos ou diretamente, nos termos desta Constituição.

Neste caso, o caput do artigo é:

"A República Federativa do Brasil, formada pela união indissolúvel dos Estados, dos Municípios e do Distrito Federal, constitui-se em Estado Democrático de Direito e tem como fundamentos:"